# Javorník (ort i Tjeckien, Södra Mähren)
Javorník är en ort i Tjeckien.   Den ligger i regionen Södra Mähren, i den sydöstra delen av landet, 260 km sydost om huvudstaden Prag. Javorník ligger 319 meter över havet och antalet invånare är 702.
Terrängen runt Javorník är huvudsakligen kuperad, men åt nordväst är den platt.Runt Javorník är det ganska glesbefolkat, med 30 invånare per kvadratkilometer. Närmaste större samhälle är Uherský Brod, 19,9 km norr om Javorník. Omgivningarna runt Javorník är en mosaik av jordbruksmark och naturlig växtlighet.